# Lília Momplé
Lilia Maria Clara Carrière Momplé (Isla de Mozambique, provincia de Nampula, 19 de marzo de 1935) es una escritora mozambiqueña.

## Biografía
Lilia Maria Clara Carrièrre Momplé nació en Nampula. Su ascendencia familiar es una mezcla de varios elementos étnicos (macua, francés, indio, chino y mauriciano). Estudió en la Escuela de Trabajo Social en Lisboa y se licenció en Trabajo Social. En 1972 regresó a Mozambique donde ocupó varios cargos. En 1995 fue nombrada secretaria general de la Associação dos Escritores Moçambicanos, cargo que ocupó hasta 2001. También representó a Mozambique en varias reuniones internacionales como miembro del Consejo Ejecutivo de la UNESCO (2001-2005).
Gran parte de la influencia literaria de Momplé le viene de su abuela, quien siempre le contaba historias, de escritores portugueses como Eça de Queirós y Fernando Pessoa, y de los poemas del mozambiqueño José Craveirinha. Al ejercer de profesora durante muchos años, en su narrativa abundan  los temas centrados en la educación. En sus obras también explora los papeles tradicionales de las mujeres y las expectativas que las acompañan en la sociedad, junto con las dificultades a las que se enfrentan. Suele hacer hincapié en cuestiones relacionadas con la raza, la clase, el género y las diferencias de color y origen étnico.

## Premios
- Premio de Novela (João Dias) del Concurso Literario del Centenario de Maputo con el cuento Caniço.
- Premio José Craveirinha de Literatura (2011).

## Obras
- Nadie mató Suhura. Maputo, Asociación dos Escritores Moçambicanos, 1988, Colección Karingana, n.º 7. Cinco series basadas en hechos verídicos de la época colonial.[4]
- Neighbours. Maputo, Associação dos Escritores Moçambicanos, 1995. 2.ª ed., 1999. Colección Karingana, n.º 16.
- Os olhos da cobra verde. Maputo, Associação dos Escritores Moçambicanos, 1997. Colección Karingana, n.º 18.